# Segundo Gobierno Fernández Vara
El Segundo Gobierno Fernández Vara es el ejecutivo regional de Extremadura, constituido inicialmente tras la investidura en julio de 2015 de Guillermo Fernández Vara como presidente de dicha comunidad autónoma española.

## Historia
Investido por la Asamblea de Extremadura el 1 de julio de 2015, Guillermo Fernández Vara tomó como posesión como presidente de la Junta de Extremadura el 4 de julio. Los miembros que escogió como consejeros de su gobierno tomaron posesión el 7 de julio.
En septiembre de 2015 el consejero de Medio Ambiente y Rural, Políticas Agrarias y Territorio Santos Jorna dimitió por motivos de Salud, y fue sustituido por Begoña García Bernal.
En octubre de 2017 se reestructuró el gobierno con la recuperación de la Vicepresidencia, que pasó a ser ejercida por la consejera de Hacienda y Administración Pública, Pilar Blanco-Morales Limones, y la creación de la Consejería de Cultura e Igualdad, a cuyo frente se puso a Leire Iglesias Santiago.
| Nombre                       | Retrato                                                                                    | Cargo                                                                | Inicio                   | Fin                      | Partido | Partido       | Refs              |
| ---------------------------- | ------------------------------------------------------------------------------------------ | -------------------------------------------------------------------- | ------------------------ | ------------------------ | ------- | ------------- | ----------------- |
| Guillermo Fernández Vara     |                                                                                            | Presidente de la Junta de Extremadura                                | 4 de julio de 2015       |                          |         | PSOE          |                   |
| Pilar Blanco-Morales Limones |                                                                                            | Consejera de Hacienda y Administración Pública                       | 7 de julio de 2015       | 31 de octubre de 2017    |         | PSOE          | [ 5 ] [ 9 ] [ 8 ] |
| Pilar Blanco-Morales Limones | Vicepresidenta y Consejera de Hacienda y Administración Pública de la Junta de Extremadura | 31 de octubre de 2017                                                |                          |                          |         | PSOE          | [ 5 ] [ 9 ] [ 8 ] |
| Isabel Gil Rosiña            |                                                                                            | Portavoz de la Junta de Extremadura                                  | 7 de julio de 2015       |                          |         | PSOE          | [ 5 ]             |
| José Luis Navarro Ribera     |                                                                                            | Consejero de Economía e Infraestructuras                             | 7 de julio de 2015       |                          |         | Independiente | [ 5 ]             |
| José María Vergeles Blanca   |                                                                                            | Consejero de Sanidad y Políticas Sociales                            | 7 de julio de 2015       |                          |         | PSOE          | [ 5 ]             |
| Santos Jorna Escobero        |                                                                                            | Consejero de Medio Ambiente y Rural, Políticas Agrarias y Territorio | 7 de julio de 2015       | 15 de septiembre de 2015 |         | PSOE          | [ 5 ]             |
| Begoña García Bernal         |                                                                                            | Consejera de Medio Ambiente y Rural, Políticas Agrarias y Territorio | 15 de septiembre de 2015 |                          |         | PSOE          |                   |
| Esther Gutiérrez Morán       |                                                                                            | Consejera de Educación y Empleo                                      | 7 de julio de 2015       |                          |         | PSOE          | [ 5 ]             |
| Leire Iglesias Santiago      |                                                                                            | Consejera de Cultura e Igualdad                                      | 31 de octubre de 2017    |                          |         | PSOE          | [ 10 ] [ 8 ]      |